# Ravel (Frankrijk)
Ravel is een gemeente in het Franse departement Puy-de-Dôme (regio Auvergne-Rhône-Alpes) en telt 666 inwoners (1999). 

## Geografie
De oppervlakte bedraagt 10,03 km², de bevolkingsdichtheid is 66 inwoners per km².
De onderstaande kaart toont de ligging van Ravel (Frankrijk) met de belangrijkste infrastructuur en aangrenzende gemeenten.

## Demografie
Onderstaande figuur toont het verloop van het inwonertal (bron: INSEE-tellingen).
1. ↑  Populations de référence 2022.